# Monumento a Cristina Trivulzio di Belgiojoso
Il monumento a Cristina Trivulzio di Belgiojoso è una scultura in bronzo posta a Milano in piazza Belgioioso ed eretta nel 2021 a memoria della celebre patriota e scrittrice.

## Descrizione
Il 16 settembre 2021, nell'anno del centocinquatesimo anniversario dalla morte, è stata inaugurata a Milano la statua dedicata a Cristina Trivulzio di Belgiojoso in piazza Belgiojoso.
È indicato come il primo monumento in Milano dedicato a una donna.